# Fosfodiesterasa

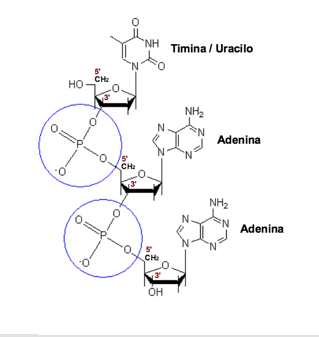
Cadena de nucleótidos de un ácido nucleico; los enlaces fosfodiéster están señalados con un círculo

Las fosfodiesterasas (PDE) o nucleasas son enzimas hidrolasas (EC 3.1.4) que catalizan la ruptura de los enlaces fosfodiéster, como por ejemplo los que se establecen en los ácidos nucleicos entre la pentosa de un nucleótido y el grupo fosfato de otro. Su acción regula la concentración dentro de las células del AMP cíclico y del GMP cíclico (nucleótido cíclico fosfodiesterasas). Están descritas 5 isoenzimas. En la actualidad hay fármacos usados como inhibidores de las fosfodiesterasas (cafeína, aminofilina, sildenafilo, etc.).
Se clasifican según el tipo de ácido nucleico y el tipo de enlace que hidrolizan.

## Tipos

Secuencia de corte específico de la enzima de restricción EcoRI

- Ribonucleasas. Son específicas del ARN, por lo que también se llaman ARNasas o RNasas.
- Desoxirribonucleasas. Son específicas del ADN, por lo que también se llaman ADNasas o DNasa.
- Exonucleasas. Escinden el último nucleótido del extremo 5' o 3' de un polinucleótido. Pueden degradar por completo un ácido nucleico lineal.
- Endonucleasas. Cortan los enlaces fosfodiéster situados en el interior de los polinucleótidos. Estas enzimas no requieren un extremo libre, por lo que pueden cortar ácidos nucleicos circulares. Algunas endonucleasas, como la ADNasa I y la ADNasa II, son poco específicas por lo que se refiere a la secuencia de nucleótidos que hidrolizan.
  - Endonucleasas de restricción. Son endonucleasas que reconocen y cortan secuencias de nucleótidos muy específicas (secuencias palindrómicas en una cadena doble de ADN), este tipo de enzima se utiliza mucho en las técnicas de ADN recombinante.
- Meganucleasas: son altamente específicas. Modifican las proteínas y son capaces de arreglar la mutación que este perjudicándola y provocando una determinada enfermedad. No debemos confundirlas con los llamados "dedos de zinc" nucleasas que cortan al material genético.

## Meganucleasas
Actualmente se está haciendo uso de este tipo de nucleasas en terapia molecular con el fin de tratar enfermedades. Las nucleasas con dedos de zinc se diseñan de forma que los dominios "dedos de zinc" reconocen secuencias específicas cercanas a la mutación, de forma que el dominio nucleasa corta la doble cadena de ADN. Una vez, hemos digerido la secuencia que portaba la mutación, podemos introducir a la célula una copia silvestre del gen afectado, de forma que dicha célula puede emplearlo como molde para reconstruir la secuencia, pero sin ninguna mutación. Estas nucleasas presentan una serie de ventajas e inconvenientes:

### Ventajas
- Con esta estrategia no se integra ninguna secuencia en el genoma de forma que se evitan posibles mutaciones.
- Se lleva a cabo una reparación de la secuencia mutada del gen.
- Alta eficiencia.
- No se precisa mantener la expresión de un gen exógeno a largo plazo.

### Desventajas
- Viable en terapias ex vivo.
- Alto poder inmunogénico.
- Deben realizarse estudios sobre su inocuidad.